# 췬완 신시진

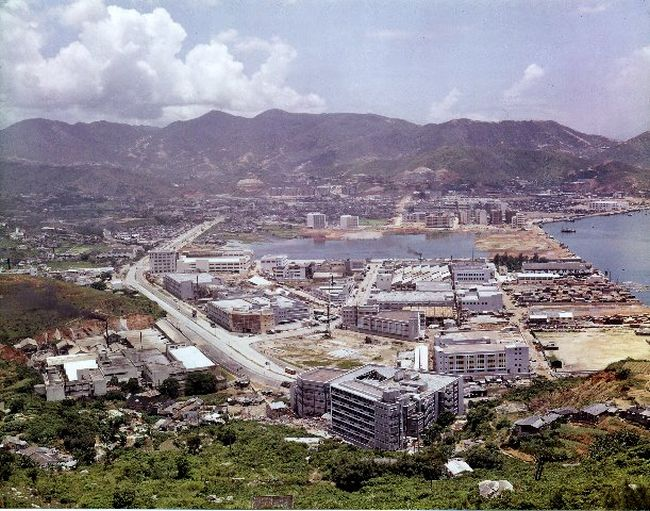
1961년 당시의 췬완 신시진 일원

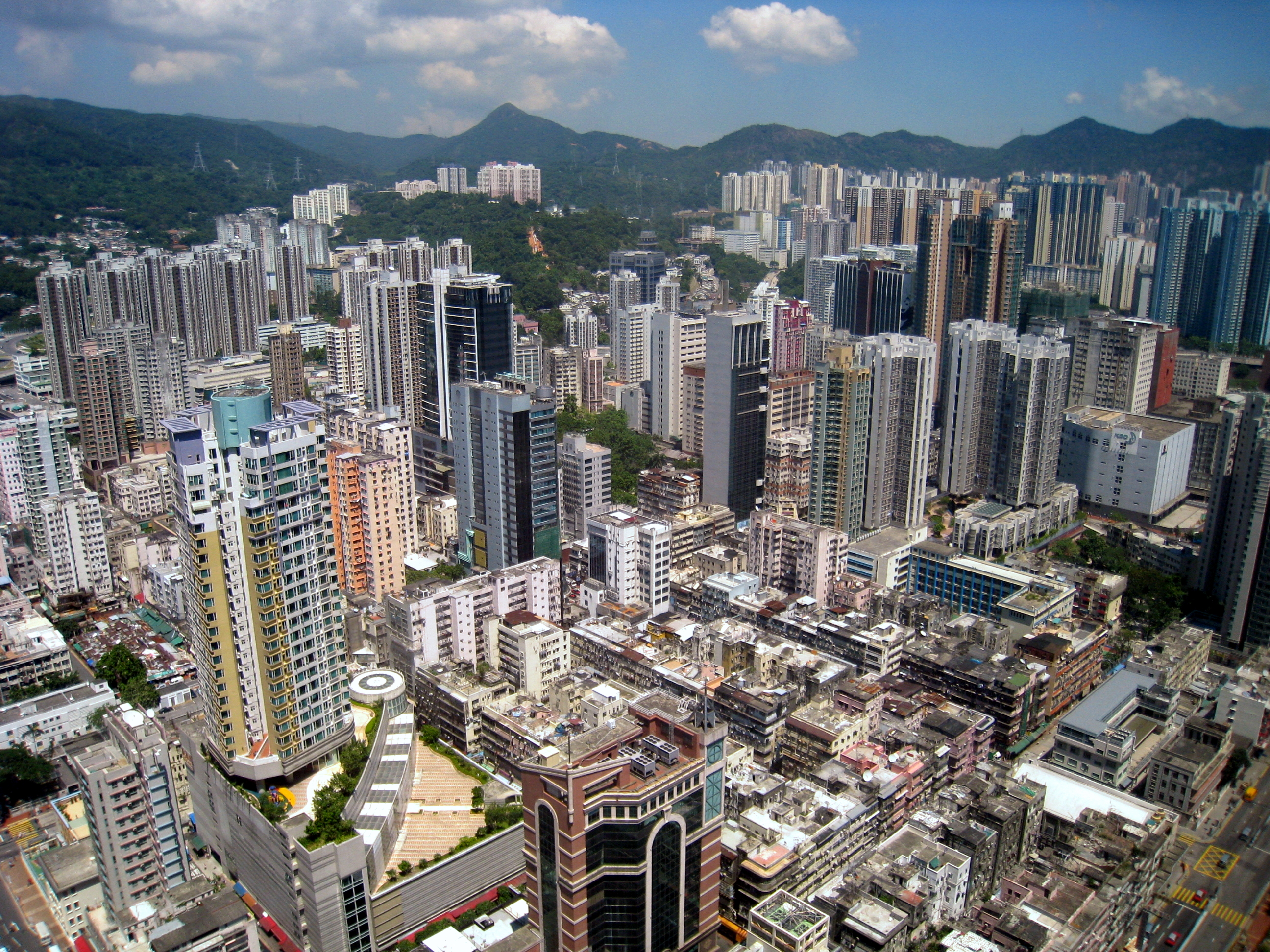
2008년 당시 상공에서 바라본 췬완 신시진의 중심지 전경.

췬완 신시진(중국어 간체자: 荃湾新市镇, 정체자: 荃灣新市鎮, 영어: Tsuen Wan New Town)은 홍콩의 신도시이다. 그러나 이 신도시의 지리적인 위치로 보면 췬완, 쿠이충은 물론 동쪽에 위치하고 있는 칭이섬까지의 영역을 가지고 있다. 1982년, 췬완구의 지역 행정 계획에 따라 신도시가 건설된 것이 시초이다. 그래서 1985년부터 이 신도시 일원을 중심으로 인구수가 폭발적으로 늘어남에 따라, 쿠이충과 췬완이 분할됨에 따라 콰이칭구가 설치되었기 때문이다. 이에 따라 해당 신시진은 행정 구역이 둘로 갈라진 상태이기 때문에 일본의 지바 뉴타운과 비슷한 형태를 띠고 있다. 또한 총 개발 면적은 24 km2로, 여의도의 3배이자 다마 뉴타운의 전체 면적과 비슷한 수준에 이르고 있으며, 현재 실제 거주 인구는 약 801,800명으로 구성되어 있고, 계획 수용 인원은 845,000명에 이른다.

## 같이 보기
- 췬완
- 사틴 신시진
- 튄문 신시진(중국어판, 영어판)
- 다푸 신시진(중국어판, 영어판)